# The Sacrifice
The Sacrifice (xinès simplificat: 金刚川, pinyin: Jīngāng chuān, literalment 'Riu Jingang') és una pel·lícula d'antologia xinesa de drama bèl·lic. Estrenada el 2020 i dirigida per Guan Hu, Frant Gwo i Lu Yang, fou protagonitzada per Zhang Yi, Wu Jing, Li Jiuxiao, Vision Wei i Deng Chao. La pel·lícula representa la guerra de Corea des de tres perspectives i segments, cadascun dirigit per un director diferent.
La pel·lícula destaca per haver-se produït en menys de dos mesos. El rodatge de la pel·lícula va començar l'agost de 2020 i va acabar el 20 de setembre de 2020. La pel·lícula estava programada inicialment per a estrenar-se el 25 d'octubre de 2020, però la data es va traslladar al 23 del mateix mes.

## Sinopsi
El 1953, la guerra de Corea arriba a l'etapa final. L'Exèrcit Popular de Voluntaris està llançant la darrera campanya a gran escala, la Campanya Jincheng, a Kumsong. Per arribar a l'hora assenyalada i aportar més potència de foc a les línies del front a Kumsong, els soldats de l'Exèrcit Popular de Voluntaris, amb escassetat de subministraments i amb una gran disparitat d'equipament, suporten els bombardeigs indiscriminats continus dels avions enemics. Reparen, amb gran sacrifici, un pont de fusta enmig de les flames de la guerra. Un capítol poc conegut de la història es desenvolupa lentament per sobre del creixent riu Geumgang, del qual la pel·lícula pren el títol en llengua xinesa.
Els esdeveniments de la pel·lícula es presenten en tres segments principals des de tres perspectives: "Soldats", "Adversaris" i "Artillers". Són seguits per un segment final, "Pont".

## Producció
El projecte va rebre oficialment llum verda l'agost de 2020. La premsa va indicar que Wu Jing havia començat a rodar a Dandong, Liaoning.
Cal destacar que el rodatge va començar a principis d'agost i els últims retocs es van aplicar oficialment el 20 de setembre, el que significa que la pel·lícula es va rodar en menys de dos mesos.

## Estrena
La data d'estrena de la pel·lícula es va fixar per al 23 d'octubre de 2020, incloses les versions 2D, IMAX, CGS, CINITY i 4DX. El llançament va coincidir amb una setmana de celebracions oficials que commemoraven el 70 aniversari de la participació de la Xina a la Guerra de Corea.
La pel·lícula va recaptar 50 milions de iuans, 7,8 milions de dòlars, el primer dia d'estena, fent una recaptació total de 173,8 milions de dòlars. Va ser la pel·lícula número u de taquilla a la Xina durant les setmanes 42-45 del 2020.

## Recepció
Les reaccions del públic van ser positives. El dia de l'estrena de la pel·lícula, la valoració mitjana sobre 10 era de 9,4 a Maoyan i 9,5 a Taopiaopiao.
Els crítics van assenyalar l'originalitat de la pel·lícula, especialment la narració polifònica i el seu enfocament en el paper heroic dels soldats corrents.
Lu Fang, del Qianjiang Evening News, va escriure que, tot i que alguns espectadors consideraven que l'estructura de tres parts de la pel·lícula la feia repetitiva, este era el seu aspecte més creatiu. Lu va elogiar la cinematografia i l'actuació de la pel·lícula, especialment l'actuació de Zhang Yi com a l'artiller Zhang Fei, i va dir que el tercer segment era emocionant.
El crític de cinema nord-americà Derek Elley va escriure que la pel·lícula era poc convencional i original. També hi hagueren crítiques que van considerar que la segona part de la pel·lícula ("Adversaris"), centrada en els pilots nord-americans, era la més feble, Derek Elley la va titllar de cursi i el Qianjiang Evening News va descriure el segment com massa llarg i l'actuació excessivament exagerada.
El Deutsche Welle va informar que l'estrena de la pel·lícula el setembre de 2021 a Corea del Sud va ser cancel·lada pel distribuïdor local després de l'oposició ferotge de veterans i polítics.

### Premis
Al 12è Festival de Cinema de Macau, Zhang Yi va guanyar el premi Lotus d'Or al millor actor i Guan Hu va guanyar el premi al millor guió.